# همپستد غربی (نیویورک)
همپستد غربی (به انگلیسی: West Hempstead) یک منطقهٔ مسکونی در ایالات متحده آمریکا است که در شهرستان ناساو، نیویورک واقع شده‌است. همپستد غربی ۷٫۱ کیلومتر مربع مساحت و ۱۸٬۸۶۲ نفر جمعیت دارد و ۲۰ متر بالاتر از سطح دریا واقع شده‌است.